# Kaliakra-Gletscher
Der Kaliakra-Gletscher (bulgarisch Ледник Калиакра) ist ein Gletscher auf der Livingston-Insel im Archipel der Südlichen Shetlandinseln. Er fließt südlich des Samuel Peak in östlicher Richtung zum nördlichen Abschnitt der Moon Bay.
Die Namensgebung erfolgte durch die bulgarische Kommission für Antarktische Geographische Namen im Jahr 1995. Namensgeber ist das Kap Kaliakra an der bulgarischen Schwarzmeerküste.